# 哥斯达黎加语言研究院
哥斯大黎加語言研究院（西班牙語：Academia Costarricense de la Lengua）是一間位於哥斯大黎加首都聖荷西的非營利組織，成立於1923年10月12日。其旨在研究和保護哥斯大黎加的西班牙語。哥斯大黎加語言研究院是西班牙語學院協會的成員。